# Papias (geslacht)
Papias is een geslacht van vlinders van de familie dikkopjes (Hesperiidae), uit de onderfamilie Hesperiinae.

## Soorten
- P. dictys Godman, 1900
- P. nigrans (Schaus, 1913)
- P. phaeomelas (Geyer, 1831)
- P. phainis Godman, 1900
- P. projectus Bell, 1942
- P. proximus (Bell, 1934)
- P. quigua Evans, 1955
- P. sobrinus Schaus, 1902
- P. subcostulata (Herrich-Schäffer, 1870)
- P. trimacula Nicolay, 1973
- P. tristissimus (Schaus, 1902)